# Callumn Morrison
Callumn Morrison (* 5. Juli 1999 in Alva) ist ein schottischer Fußballspieler, der beim FC Falkirk unter Vertrag steht.

## Karriere

### Verein
Callumn Morrison spielte von 2013 bis 2015 in der Jugend von Heart of Midlothian in Edinburgh. Am 22. August 2015, dem 5. Spieltag der Scottish Premiership 2015/16 gab Morrison sein Profidebüt bei den Hearts, als er im Heimspiel gegen Partick Thistle für Juanma eingewechselt wurde. Ein weiterer Einsatz folgte noch im Ligapokal gegen den FC Falkirk, bevor Morrison in den folgenden zwei Spielzeiten verliehen wurde. Zunächst war er an den Viertligisten Stirling Albion verliehen, danach für ein halbes Jahr an den Zweitligisten Brechin City. Ab Juni 2018 kam Morrison zu weiteren Einsatz in der höchsten schottischen Liga für die Hearts.

### Nationalmannschaft
Callumn Morrison spielte im Jahr 2013 dreimal in der schottischen U-17 und erzielte ein Tor. Seit Debüt gab er am 21. Oktober 2013 gegen Mazedonien. In dem Spiel gelang ihm auch das Tor.